# 刘永生 (1904年)
刘永生（1904年—1984年1月7日），男，福建上杭人，中国人民解放军将领、中国人民解放军开国少将。

## 生平
刘永生是福建上杭县稔田乡严坑村人。1928年5月加入中国共产党。6月参加永定金砂暴动农军攻打永定县城的战斗。1929年5月，任永定县革命委员会军事部长，7月调任稔田区军事干部兼军事交通站站长，不久又调任县军事部长兼县赤卫大队大队长。1930年8月，任中共永定县县委委员，仍兼任前两职。1931年4月，受永定县委委派担任稔田区代理书记兼区苏维埃主席。1932年11月，任福建省军区太拔军分区永定独立团团长。1933年2月，整编后任福建省军区独立第八师第八团（后为红八团）团长。1934年4月，调任福建省军区警备营营长。8月参加连城温坊战斗中身负重伤。主力参加长征后，他留在杭（上杭）永（永定）边开展游击战。1935年1月，任永东游击司令部司令员。1938年，整编为新四军二支队后方留守处警卫部队，驻守闽西。不久，奉命率队开赴苏皖前线，不久中共东南分局又令其回闽西。1943年10月，成立闽西南武装经济工作队，出任总队长。1944年10月，成立闽西人民武装部队“王涛支队”，任支队长。1947年5月，任粤东支队支队长，6月建立边区人民解放军总队时，任总队长。1949年1月，任中国人民解放军闽粤边纵队司令员。期间率部对国军发起春季攻势，拔除了国军在潮汕平原的中小据点，将大北山、大南山、南阳山、风凰山等扩大为边区根据地。8、9月间，乘野战军主力南下，率部占领兴宁、梅县地区全境。
1949年11月，任中国人民解放军第十兵团副司令员，第十兵团改编为福州部队后，任司令员兼福建军区司令员。1954年，当选第一届全国人民代表大会代表。1955年，授予中国人民解放军少将。1955年被授予中国人民解放军少将军衔，荣获二级八一勋章，一级独立自由勋章，一级解放勋章。1958年，担任中国人民解放军福建省军区司令员。1962年4月，补选为福建省人民委员会副省长。同年9月，中国共产党第八届中央委员会第十次全体会议上，他当选中国共产党中央监察委员会候补委员。1979年12月，担任第五届福建省人民代表大会常务委员会副主任。1983年第六届连任。此外他担任福建省纪律检查委员会第二书记。1984年1月7日去世。